# Neoseiulus melaleucae
Neoseiulus melaleucae är en spindeldjursart som först beskrevs av D. McMurtry och Schicha 1987.  Neoseiulus melaleucae ingår i släktet Neoseiulus och familjen Phytoseiidae. Inga underarter finns listade i Catalogue of Life.